# František Arnošt Koller
František Arnošt Koller, též Franz von Koller (27. listopadu 1767, Mnichovo Hradiště – 22. srpna 1826, Neapol), byl rakouský generál, diplomat, amatérský archeolog a sběratel starožitností. Účastník napoleonských válek, a vídeňského kongresu osobně doprovázel císaře Napoleona do vyhnanství.

## Životopis
Narodil se jako syn Františka Arnošta Ignáce Kollera (1711-1781), nejdříve vojenského chirurga, a pak rodinného lékaře Valdštejnů na zámku v Mnichově Hradišti. Jeho matkou byla Elisabetha von Mauer z rodu nižší uherské šlechty v Győru. Dědeček Koller byl justiciárem a purkrabím na zámku v Benátkách nad Jizerou.
František vystudoval gymnázium v Praze a vojenskou akademii. Prošel úspěšnou kariérou u armády habsburské říše, zvlášť se vyznamenal v bitvě u Aspern, roku 1809 byl přijat mezi rytíře řádu Marie Terezie a roku 1810 povýšen do šlechtického stavu na svobodného pána, roku 1815 obdržel český inkolát.
Od roku 1813 byl polním podmaršálkem a stal se generálním pobočníkem maršála Schwarzenberga. V roce 1814 doprovázel zajatého Napoleona na Elbu, při cestování jižní Francií jej musel maskovat a poskytl mu svou vlastní generálskou uniformu. 
Roku 1814 se zúčastnil Vídeňského kongresu. Díky svým diplomatickým schopnostem působil v letech 1815–1818 a 1821–1826 v Neapoli, kde dohlížel na obnovu Království obojí Sicílie (jako generální intendant a poté jako intendant s intervenční armádou). V letech 1818 až 1821 byl divizním v Čechách. Kromě služebních sídel obýval zámek v Obříství a dům v Badenu u Vídně.

### Ocenění
Za účast v napoleonských válkách byl nositelem několika rakouských i zahraničních vyznamenání. Byl rytířem Řádu Marie Terezie (1809), komandérem Leopoldova řádu (1814) a nositelem Řádu železné koruny II. třídy (1816). Od spojeneckých panovníků protinapoleonské koalice obdržel ruský Řád sv. Vladimíra (1813) a Řád sv. Anny (Rusko) (1814), pruský Řád červené orlice I. třídy (1814), bavorský Vojenský řád Maxe Josefa a sicilský Řád sv. Januaria.

### Rodina a smrt

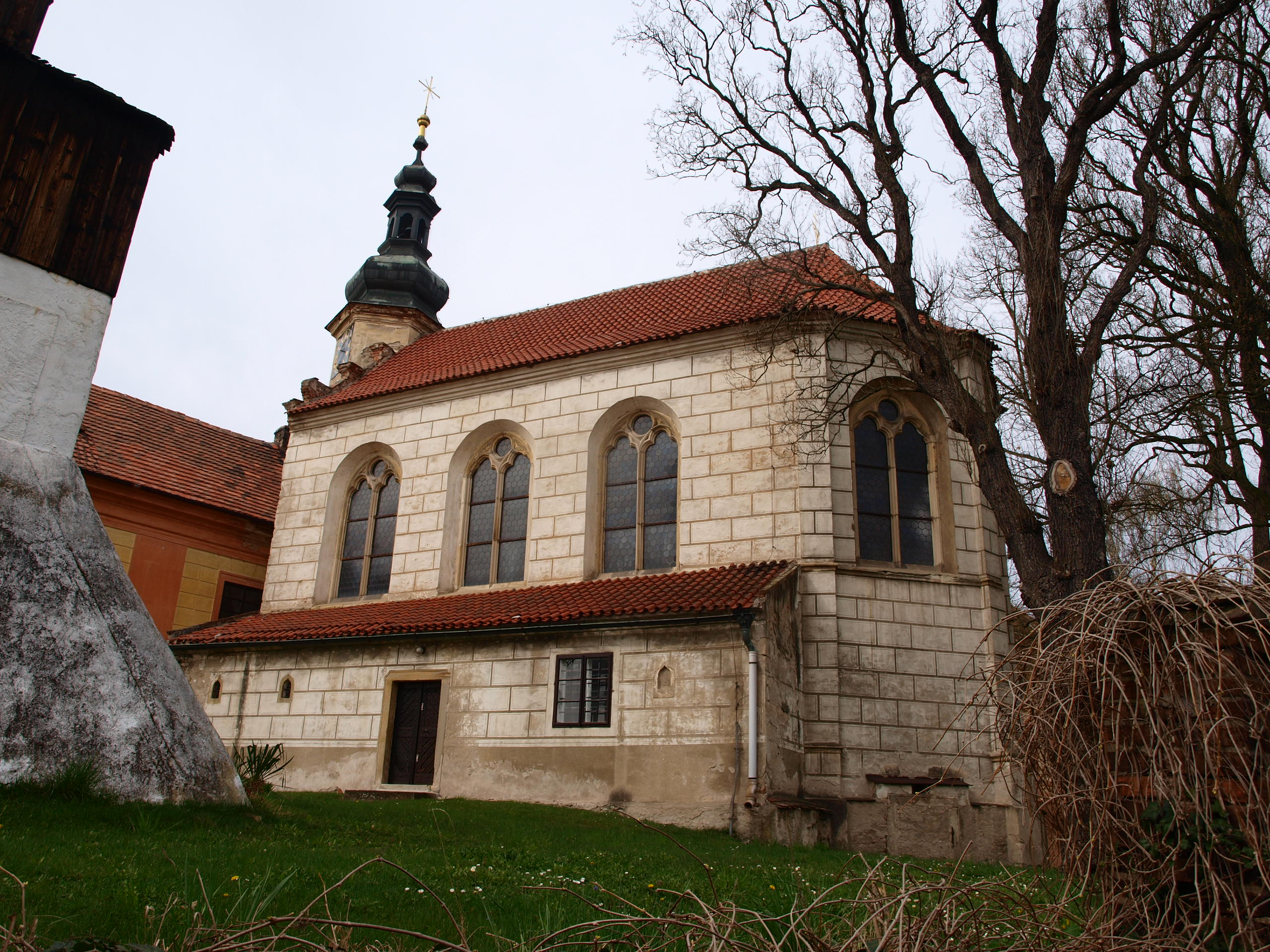
Kostel sv. Jana Křtitele v Obříství, místo posledního odpočinku Františka Arnošta

Oženil se s Johannou, rozenou Grätzlerovou von Gräzenstein, měli čtyři děti. Dcera Johanna (1809–1891) se provdala za generála Karla z Thun-Hohensteinu. Nejstarší syn August (1805–1883) byl diplomatem a mimo jiné vyslancem v Prusku, druhý syn Vilém (1811–1866) sloužil v armádě a dosáhl hodnosti generálmajora. Z potomstva nejvíce vynikl nejmladší Alexander (1813–1890), který také sloužil v armádě, byl rakousko-uherským ministrem války a místodržitelem v Čechách. 
František Arnošt von Koller zemřel v Neapoli náhle na tyfus a byl pohřben v kryptě zámeckého kostela sv. Jana Křtitele v Obříství. Vdova Johanna Kollerová se 22. října 1833 znovu provdala, a to za generálmajora Moritze svobodného pána ze Sahlhausenu, a 19. července 1835 podruhé ovdověla.

## Sbírky umění
Sbíral a sám prováděl vykopávky památkek antické kultury z Říma, Pompejí, Herculanea, Etrurie, starověkého Egypta, Fénicie, především keramiku, bronzy a mramory, a jejich kopie (např. voskový model chrámu, sádrové odlitky kamejí), zbraně a mince, zejména za svého působení v Neapoli. Umístil je ve svém sídle na zámku v Obříství, který koupil od barona Clam-Gallase roku 1819. Sbírka byla ale po Kollerově smrti vdovou a synem Augustem rozprodána – větší části se zachovaly ve Starém muzeu v Berlíně (Pergamonské muzeum), na univerzitě v Lipsku a v Archeologickém muzeu v Záhřebu. Jednotliviny z rodinného majetku (portréty, předměty ze zařízení otcovy domácnosti) odkázal Františkův vnuk Alexandr II. Koller (1850-1810) z Vídně Národnímu muzeu v Praze, které koupi celé sbírky kdysi odmítlo. Další předměty z Kollerovy sbírky zůstaly v Obříství v majetku tamější rodiny Ferdinandiů.

## Pozůstalost
Písemná pozůstalost Františka a jeho syna Augusta Kollerů je uložena v Památníku národního písemnictví v Praze.